# Блоне (Во)
Блоне (фр. Blonay) — колишня громада в Швейцарії в кантоні Во, округ Рів'єра-Пеї-д'Ано.
2022 року Блоне і Сен-Леж'є-Ла-Ш'єза утворили нову громаду Блоне — Сен-Леж'є.

## Географія
Громада розташована на відстані близько 70 км на південний захід від Берна, 22 км на схід від Лозанни.
Блоне має площу 16,1 км², з яких на 18 % дозволяється будівництво (житлове та будівництво доріг), 33,4 % використовуються в сільськогосподарських цілях, 46,3 % зайнято лісами, 2,3 % не є продуктивними (річки, льодовики або гори).

## Історія

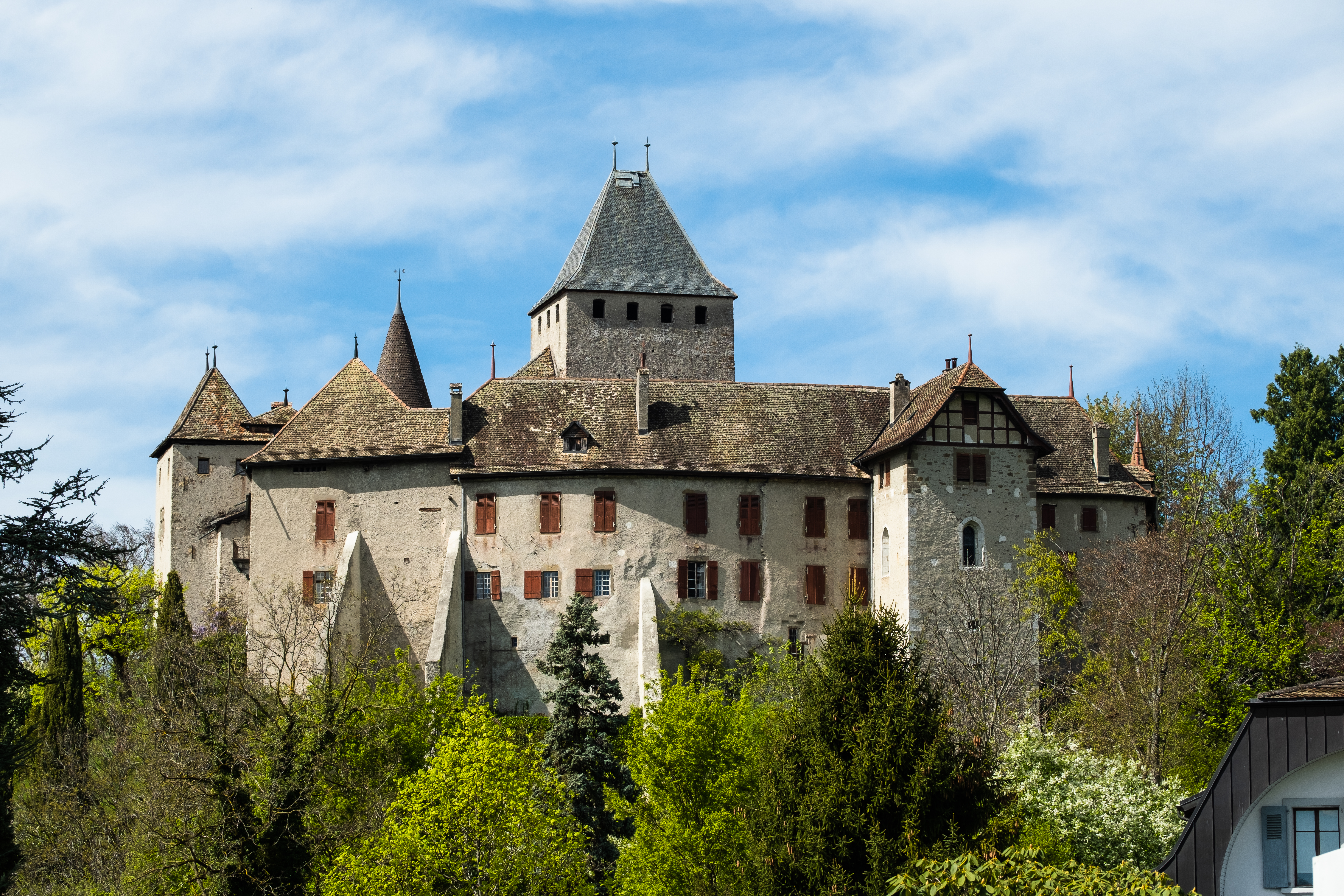
Замок у Блоне

Вперше Блоне згадується в 861 році як Блоденнако. У 1108 році згадується як Блоніако. Протягом 13 століття він був відомий як Блоне та Блуне.

## Демографія
2019 року в громаді мешкало 6150 осіб (+5,9 % порівняно з 2010 роком), іноземців було 22,5 %. Густота населення становила 383 осіб/км².
За віковим діапазоном населення розподілялося таким чином: 23,6 % — особи молодші 20 років, 55,8 % — особи у віці 20—64 років, 20,6 % — особи у віці 65 років та старші. Було 2514 помешкань (у середньому 2,4 особи в помешканні).
Із загальної кількості 1782 працюючих 46 було зайнятих в первинному секторі, 97 — в обробній промисловості, 1639 — в галузі послуг.

## Український акцент
В містечку мешкав та похований Леонід Маркович Мосендз (20 вересня (2 жовтня) 1897, Могилів-Подільський, Подільська губернія,— 14 жовтня 1948, Блоне, Швейцарія) — український поет, прозаїк, есеїст, гуморист (спільно з Ю. Кленом — під псевдонімом Порфирій Горотак).